# ابوالفرج الببغا
ابوالفرج البَبَّغا (۹۲۷-۱۰۰۸) (نسب:ابوالفرج عبدالواحد بن نصر بن محمد نصیبی) شاعر و ادیب عرب در سدهٔ چهارم قمری بود. به مخزومی نیز شناخته می‌شود اما از بنی‌مخزوم نبود؛از برای شل‌دارش زبانش به الببَغاء شهرت یافت.  سیف الدوله حمدانی را مدح کرده. 